# Diospyros littorea
Diospyros littorea är en tvåhjärtbladig växtart som först beskrevs av Robert Brown, och fick sitt nu gällande namn av André Joseph Guillaume Henri Kostermans. Diospyros littorea ingår i släktet Diospyros och familjen Ebenaceae. Inga underarter finns listade i Catalogue of Life.